# Cahala

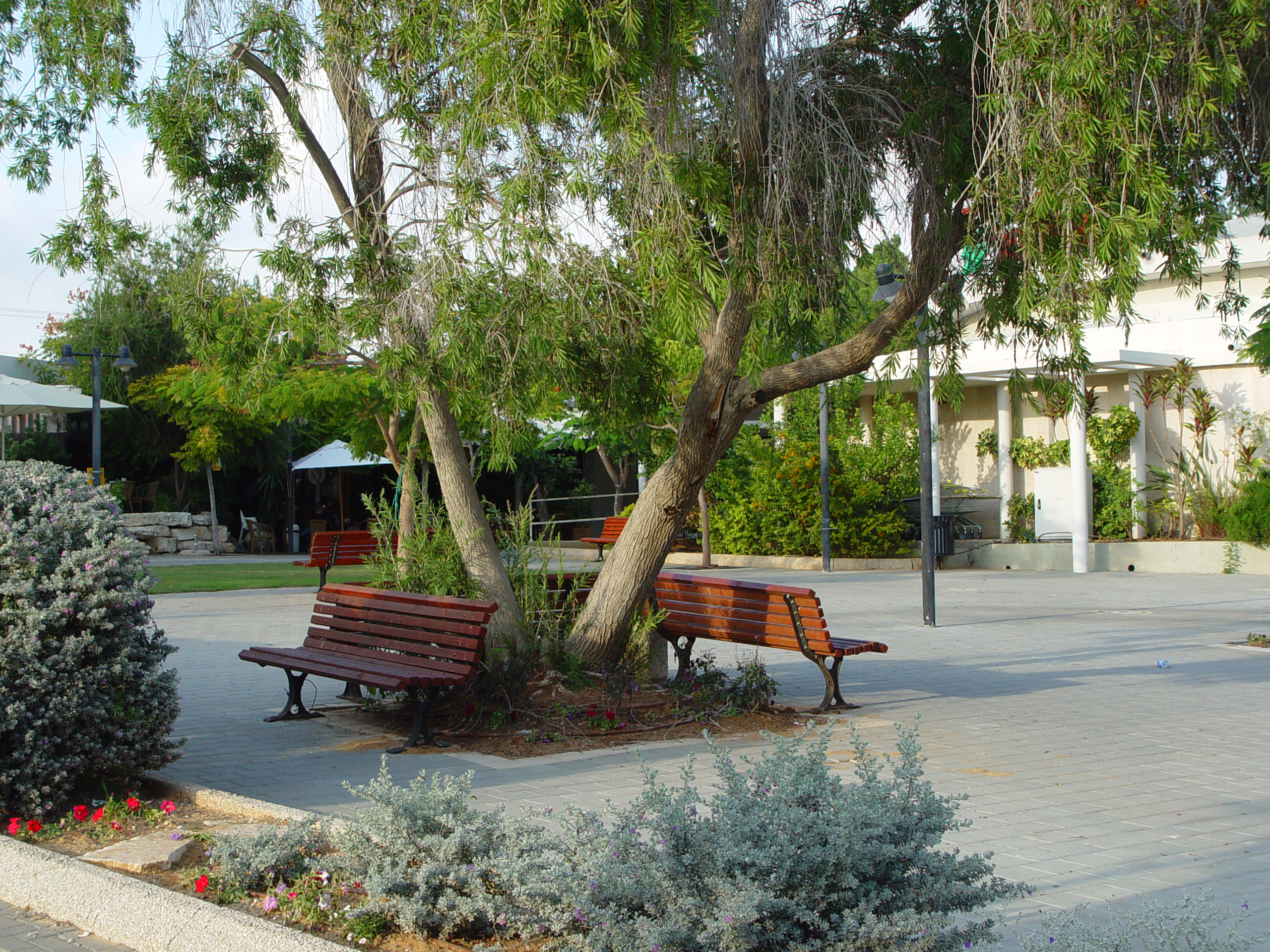
Osiedle Cahala

Cahala (hebr. צהלה) – osiedle mieszkaniowe w Tel Awiwie, znajdujące się na terenie Dzielnicy Drugiej.

## Nazwa
Nazwa osiedla nawiązuje do akronimu "CaHaL", który jest skrótem nazwy "Cwa Hagana l-Israel" - Siły Obronne Izraela.

## Położenie
Osiedle leży na nadmorskiej równinie Szaron. Jest położone w północno-wschodniej części aglomeracji miejskiej Tel Awiwu, na północ od rzeki Jarkon. Południową granicę osiedla stanowią ulice HaParsa i Dvora HaNevi'a, za którymi znajdują się osiedla Newe Szaret oraz Ramat ha-Chajjal. Po wschodniej stronie rozciągają się pola uprawne, za którymi znajduje się węzeł drogowy autostrady nr 4  (Aszkelon-Tel Awiw-Petach Tikwa-Hajfa) krzyżującej się z autostradą nr 5  (Tel Awiw-Petach Tikwa-Ari’el). Na północy również rozciągają się pola uprawne, za którymi przebiega autostrada nr 5, za którą znajduje się miasto Ramat ha-Szaron. Na północnym zachodzie, za terenami ośrodka sportowego znajduje się osiedle Ha-Misztala. Zachodnią granicę wyznacza ulica HaMatsbi'im, za którą znajduje się osiedle Ramot Cahala.

## Historia
W pierwszych latach niepodległości Państwa Izraela, w pobliżu tego miejsca utworzono obóz dla żydowskich imigrantów (ma'abarot Yad Hamaavir). Osiedle powstało w 1952 jako osiedle mieszkaniowe dla personelu wojskowego i sił bezpieczeństwa. W latach 90. XX wieku rozpoczął się proces stopniowej wymiany pokoleń mieszkańców osiedla. Wielu z nowych mieszkańców decydowało się na wyburzenie starych domów i na ich miejscu budowali wygodniejsze i piękniejsze wille. Ze względu na wysokie ceny nieruchomości jest to dzielnica zamożnych ludzi. Mieszkają tu przedstawiciele izraelskiej gospodarki, wysocy dowódcy sił zbrojnych, politycy i inne ważne osobistości.

## Architektura
Zabudowa osiedla składa się z około 500 jednorodzinnych domów. Jest także kilka domów dwu-rodzinnych. Było to pierwsze osiedle utworzone w północno-wschodniej części Tel Awiwu. Znajdowało się ono poza strefą bezpieczeństwa miasta, i dlatego kierując się względami bezpieczeństwa, wszystkie tutejsze ulice zaczynają się i kończą na ulicy Cahala, która jest główną ulicą osiedla.
Znajdują się tutaj trzy parki: Jehuda Garden, Gur Sharon Garden oraz Moda'i Park.

## Edukacja
W osiedlu znajduje się szkoła podstawowa Cahala.

## Religia
Przy ulicy Yehonatan jest synagoga.

## Gospodarka
W centrum osiedla znajduje się centrum handlowe z kawiarnią i urzędem pocztowym.

## Sport i rekreacja
W północno-zachodniej części osiedla znajduje się ośrodek sportowy Cahala, w którym wybudowano basen pływacki, korty tenisowe oraz inne obiekty sportowe.

## Transport
Z osiedla wyjeżdża się ulicą Cahala, którą jadąc na zachód dojeżdża się do drogi nr 482  (Tel Awiw-Herclijja).